# Una joya de perro
Dog Gone (en Hispanoamérica Una joya de perro) es una película cómica familiar estadounidense de 2008, dirigida por Mark Stouffer.

## Argumento
Un famoso ladrón roba unos diamantes y viaja con un perro para encontrarse con sus dos cómplices, se detienen a lo largo de la carretera, donde un niño de 12 años que reparte diarios y tiene inventos asombrosos, Owen, ve cómo maltratan al perro. El niño interviene para ayudar al perro, un golden retriever, pero este se escapa en el bosque. Con la ayuda de los matones enojados, se inicia la búsqueda del animal en lo más profundo del bosque. Owen encuentra al perro y se esconden en secreto en el bosque, tras conocer la identidad de los ladrones. El bosque se encuentra ingeniosamente enriquecido con trampas y mecanismos de defensa para repeler a los intrusos. El chico adopta al perro y lo esconde en la casa, ya que su hermana, Lilly, era alérgica a ellos y sus padres estaban de viaje. y poco después, por medio de un periódico, descubre que el perro tiene en su collar los diamantes robados en Los Ángeles. En la comisaría de policía no lo toman en serio y luego se encuentra con la chica que le gusta pero tiene una pelea con Dexter y sus amigos. Al terminar debe huir de Blackie y sus secuaces que lo persiguen.

## Reparto
- Luke Benward como Owen.
- French Stewart como Blackie.
- Denyse Tontz como Jenifer.
- Kevin Farley como Bud.
- John Farley como Padre de Owen.
- Kenda Benward como Madre de Owen.
- Cameron Monaghan como Dexter.
- Kelly Perine como Arty.
- Brittany Curran como Lilly.